# Oozetetes compressicornis
Oozetetes compressicornis är en stekelart som först beskrevs av Cameron 1884.  Oozetetes compressicornis ingår i släktet Oozetetes och familjen hoppglanssteklar. Inga underarter finns listade i Catalogue of Life.